# Долно Градче
Долно Градче (на македонска литературна норма: Долно Гратче) е село в източната част на Северна Македония, част от община Кочани.

## География
Селото е разположено на 8 километра североизточно от град Кочани високо в Осоговската планина, наводнено от Кочанското езеро.

## История
В XIX век Градче е българско село в Кочанска кааза на Османската империя. Според статистиката на Васил Кънчов („Македония. Етнография и статистика“) от 1900 г. Градче има 175 жители, всички българи християни.
Според патриаршеския митрополит Фирмилиан в 1902 година в Градче има 26 сръбски патриаршистки къщи. По данни на секретаря на екзархията Димитър Мишев („La Macédoine et sa Population Chrétienne“) през 1905 година в Долно и Горно Градче (Gradtché) има 216 жители патриаршисти сърбомани.
При избухването на Балканската война двама души от Градче (Горно и Долно) са доброволци в Македоно-одринското опълчение. След Междусъюзническата война селото остава в Сърбия.
С изграждането на Кочанското езеро селото се наводнява и жителите се изселват.